# Боярчук Дмитро Іванович
Дмитро́ Іва́нович Боярчу́к (нар. 1 листопада 1942, Святець) — український прозаїк; член Національної спілки письменників України з 1996 року. Заслужений журналіст України з 1999 року.

## Життєпис
Народився 1 листопада 1942 року в селі Святці (нині Хмельницький район Хмельницької області, Україна). 1970 року закінчив Ворошиловградський пелагогічний інститут.
Працював в редакції луганської газети «Прапор перемоги» (від 1992 року — «Наша газета»), де протягом 1970—1972 років обіймав посаду літературного працівника; у 1972—1977 роках — заступника відповідального секретаря; у 1977—2001 роках — відповідального секретаря; від 2001 року — заступника головного редактора.

## Творчість
Автор збірок прозових творів «Скарб», «Формула любові», «Мелодія осіннього дощу», «Повінь», роману «Журавель, журавель, де твоє гніздо?».